# Federação Mato-Grossense de Futebol
De Federação Mato-Grossense de Futebol (Nederlands: Voetbalfederatie van Mato Grosso) werd opgericht in 1943 en controleert alle officiële voetbalcompetities in de staat Mato Grosso. De federatie vertegenwoordigt de voetbalclubs bij de overkoepelende CBF en organiseert de Campeonato Mato-Grossense.
Acre · Alagoas · Amapá · Amazonas · Bahia · Ceará · Espírito Santo · Federaal District · Goiás · Maranhão · Mato Grosso · Mato Grosso do Sul · Minas Gerais · Pará · Paraíba · Paraná · Pernambuco · Piauí · Rio de Janeiro · Rio Grande do Norte · Rio Grande do Sul · Rondônia · Roraima · Santa Catarina · São Paulo · Sergipe · Tocantins